# Teen Choice Awards 2016
Die Teen Choice Awards 2016 wurden am 31. Juli 2016 im Forum in Inglewood abgehalten und vom Wrestler John Cena und der Schauspielerin Victoria Justice moderiert. Es ist die 18. Verleihung der Awards seit der ersten Verleihung im Jahre 1999. Die Nominierungen wurden in drei Teilen am 24. Mai, 9. Juni und 6. Juli 2016 bekanntgegeben. Die Ausstrahlung der Sendung in den Vereinigten Staaten übernahm der US-amerikanische Sender Fox. Die Awards werden in mehrere Bereiche aufgeteilt, darunter “Music”, “TV” und “Movie”.

## Preisträger und Nominierte

### Music
| Choice Music: Male Artist - Justin Bieber - Drake - Nick Jonas - Zayn - Shawn Mendes - Charlie Puth Choice Music: Female Artist - Selena Gomez - Beyoncé - Ariana Grande - Demi Lovato - Rihanna - Taylor Swift Choice Music: Group - One Direction - 5 Seconds of Summer - The Chainsmokers - DNCE - Fall Out Boy - Fifth Harmony Choice Music: R&B/Hip-Hop Artist - Beyoncé - Iggy Azalea - Jason Derulo - Drake - Nicki Minaj - The Weeknd Choice Music: Country Artist - Carrie Underwood - Kelsea Ballerini - Luke Bryan - Hunter Hayes - Sam Hunt - Blake Shelton Choice Music: Single Male Artist - Justin Bieber – „Sorry“ - Nick Jonas feat. Tove Lo – „Close“ - Flo Rida – „My House“ - Charlie Puth – „One Call Away“ - Zayn – „Pillowtalk“ - Troye Sivan – „Youth“ Choice Music: Single Female Artist - Ariana Grande – “Dangerous Woman” - Demi Lovato – „Confident“ - Selena Gomez – „Hands to Myself“ - Adele – „Hello“ - Taylor Swift – „New Romantics“ - Meghan Trainor – „No“ Choice Music: Single Group - One Direction – „Home“ - DNCE – „Cake by the Ocean“ - 5 Seconds of Summer – „She’s Kinda Hot“ - Twenty One Pilots – „Stressed Out“ - The Vamps – „Wake Up“ - Fifth Harmony feat. Ty Dolla Sign – „Work from Home“ Choice Music: International Artist - Little Mix - J Balvin - Exo - Girls’ Generation - Zara Larsson - Super Junior Choice Music: R&B/Hip-Hop Song - Drake – „One Dance“ - Empire-Besetzung feat. Terrence Howard Jussie Smollett & Bryshere Y. Gray – „Chasing the Sky“ - Desiigner – „Panda“ - Zendaya feat. Chris Brown – „Something New“ - Iggy Azalea – „Team“ - Rihanna – „Work“ Choice Music: Rock Song - 5 Seconds of Summer – „Jet Black Heart“ - Elle King – „America’s Sweetheart“ - Fitz and the Tantrums – „HandClap“ - Twenty One Pilots – „Stressed Out“ - Empire of the Sun – „Walking on a Dream“ - OneRepublic – „Wherever I Go“ Choice Music: Country Song - Brad Paisley feat. Demi Lovato – „Without a Fight“ - Carrie Underwood – „Church Bells“ - Blake Shelton feat. Gwen Stefani – „Go Ahead and Break My Heart“ - Florida Georgia Line – „H.O.L.Y.“ - Sam Hunt – „Make You Miss Me“ - Kelsea Ballerini – „Peter Pan“ | Choice Music: Summer Song - Fifth Harmony feat. Ty Dolla Sign – „Work from Home“ - Lukas Graham – „7 Years“ - DNCE – „Cake by the Ocean“ - Justin Timberlake – „Can’t Stop the Feeling!“ - Zayn – „Like I Would“ - Calvin Harris feat. Rihanna – „This Is What You Came For“ Choice Music: Love Song - One Direction – „Perfect“ - Nick Jonas feat. Tove Lo – „Close“ - Selena Gomez – „Hands to Myself“ - Ariana Grande – „Into You“ - Little Mix – „Secret Love Song“ - 5 Seconds of Summer – „Vapor“ Choice Music: Break-Up Song - Justin Bieber – „Love Yourself“ - Shawn Mendes & Camila Cabello – „I Know What You Did Last Summer“ - Zara Larsson & MNEK – „Never Forget You“ - Selena Gomez – „Same Old Love“ - Demi Lovato – „Stone Cold“ - Charlie Puth feat. Selena Gomez – „We Don’t Talk Anymore“ Choice Music: Party Song - DNCE – „Cake by the Ocean“ - Becky G – „Break a Sweat“ - Justin Timberlake – „Can’t Stop the Feeling!“ - Sia feat. Sean Paul – „Cheap Thrills“ - Flo Rida – „My House“ - Calvin Harris feat. Rihanna – „This Is What You Came For“ Choice Summer Music Star: Male - Zayn - Justin Bieber - Drake - Nick Jonas - Shawn Mendes - Pitbull Choice Summer Music Star: Female - Selena Gomez - Ariana Grande - Demi Lovato - Pink - Rihanna - Gwen Stefani Choice Summer Music Star: Group - 5 Seconds of Summer - The 1975 - DNCE - The Chainsmokers - Fifth Harmony - OneRepublic Choice Music: Breakout Artist - Zayn - Alessia Cara - DNCE - Bea Miller - Charlie Puth - Troye Sivan Choice Music: Next Big Thing - Hey Violet - Ruth B - Sofia Carson - Grace - New District - Leroy Sanchez Choice Music: TV or Movie Song - Fifth Harmony – „I’m in Love with a Monster“ aus Hotel Transsilvanien 2 (Hotel Transylvania 2) - Justin Timberlake – „Can’t Stop the Feeling!“ aus Trolls - Halsey – „Castle“ aus The Huntsman & The Ice Queen (The Huntsman: Winter’s War) - Demi Lovato – „I Will Survive“ aus Angry Birds – Der Film (The Angry Birds Movie) - Pink – „Just Like Fire“ aus Alice im Wunderland: Hinter den Spiegeln (Alice Through the Looking Glass) - Shakira – „Try Everything“ aus Zoomania (Zootopia) Choice Summer Tour - Fifth Harmony – „The 7/27 Tour“ - Demi Lovato & Nick Jonas – „Future Now Tour“ - Justin Bieber – „Purpose World Tour“ - Selena Gomez – „Revival Tour“ - Shawn Mendes – „Shawn Mendes World Tour“ - 5 Seconds of Summer – „Sounds Live Feels Live World Tour“ |

### TV
| Choice TV Show: Drama - Pretty Little Liars - Empire - Gotham - Grey’s Anatomy - Rosewood - Shades of Blue Choice TV Actor: Drama - Ian Harding – Pretty Little Liars - Keegan Allen – Pretty Little Liars - Tyler Blackburn – Pretty Little Liars - Terrence Howard – Empire - Benjamin McKenzie – Gotham - Jussie Smollett – Empire Choice TV Actress: Drama - Ashley Benson – Pretty Little Liars - Troian Bellisario – Pretty Little Liars - Taraji P. Henson – Empire - Jennifer Lopez – Shades of Blue - Maia Mitchell – The Fosters - Kerry Washington – Scandal Choice TV Show: Fantasy/Sci-Fi - Once Upon a Time – Es war einmal … (Once Upon a Time) - Arrow - The Flash - iZombie - Supernatural - Vampire Diaries (The Vampire Diaries) Choice TV Actor: Fantasy/Sci-Fi - Grant Gustin – The Flash - Andrew Lincoln – The Walking Dead - Joseph Morgan – The Originals - Jared Padalecki – Supernatural - Ian Somerhalder – Vampire Diaries (The Vampire Diaries) - Paul Wesley – Vampire Diaries (The Vampire Diaries) Choice TV Actress: Fantasy/Sci-Fi - Lana Parrilla – Once Upon a Time – Es war einmal … (Once Upon a Time) - Katerina Graham – Vampire Diaries (The Vampire Diaries) - Candice King – Vampire Diaries (The Vampire Diaries) - Danielle Panabaker – The Flash - Emily Bett Rickards – Arrow - Eliza Taylor – The 100 Choice TV Show: Comedy - Fuller House - Austin & Ally - Jane the Virgin - Liv und Maddie (Liv and Maddie) - Modern Family - Scream Queens Choice TV Actor: Comedy - Ross Lynch – Austin & Ally - Anthony Anderson – Black-ish - Jaime Camil – Jane the Virgin - Taylor Lautner – Cuckoo - Jim Parsons – The Big Bang Theory - Andy Samberg – Brooklyn Nine-Nine Choice TV Actress: Comedy - Candace Cameron Bure – Fuller House - Dove Cameron – Liv und Maddie (Liv and Maddie) - Laura Marano – Austin & Ally - Lea Michele – Scream Queens - Emma Roberts – Scream Queens - Gina Rodriguez – Jane the Virgin Choice TV: Animated Show - Family Guy - Descendants – Verhexte Welt (Descendants: Wicked World) - Willkommen in Gravity Falls (Gravity Falls) - Hinter der Gartenmauer (Over the Garden Wall) - Die Simpsons (The Simpsons) - Steven Universe | Choice TV Show: Reality Show - Keeping Up with the Kardashians - Dance Moms - MasterChef Junior - Mob Wives - Total Divas - The Voice Choice Summer TV Show - Teen Wolf - Baby Daddy - The Fosters - Das Leben und Riley (Girl Meets World) - So You Think You Can Dance - Young & Hungry Choice Summer TV Star: Male - Dylan O’Brien – Teen Wolf - Jean-Luc Bilodeau – Baby Daddy - David Lambert – The Fosters - Peyton Meyer – Das Leben und Riley (Girl Meets World) - Tyler Posey – Teen Wolf - Gregg Sulkin – Faking It Choice Summer TV Star: Female - Shelley Hennig – Teen Wolf - Rowan Blanchard – Das Leben und Riley (Girl Meets World) - Lucy Hale – Pretty Little Liars - Shay Mitchell – Pretty Little Liars - Emily Osment – Young & Hungry - Cierra Ramirez – The Fosters Choice TV Breakout Show - Shadowhunters - DC’s Legends of Tomorrow - Lucifer - Quantico - Stitchers - Supergirl Choice TV Breakout Star - Matthew Daddario – Shadowhunters - Priyanka Chopra – Quantico - Tom Ellis – Lucifer - Emma Ishta – Stitchers - Katherine McNamara – Shadowhunters - Cam Newton – All In with Cam Newton Choice TV: Chemistry - Ashley Benson & Tyler Blackburn – Pretty Little Liars - Candace Cameron Bure, Jodie Sweetin & Andrea Barber – Fuller House - Katerina Graham & Ian Somerhalder – Vampire Diaries (The Vampire Diaries) - Jensen Ackles & Misha Collins – Supernatural - Candice Patton & Grant Gustin – The Flash - Eliza Taylor & Bob Morley – The 100 Choice TV: Liplock - Jennifer Morrison & Colin O’Donoghue – Once Upon a Time – Es war einmal … (Once Upon a Time) - Chelsea Kane & Derek Theler – Baby Daddy - Candice King & Paul Wesley – Vampire Diaries (The Vampire Diaries) - Candice Patton & Grant Gustin – The Flash - Leah Pipes & Joseph Morgan – The Originals - Emily Bett Rickards & Stephen Amell – Arrow Choice TV Scene Stealer - Sasha Pieterse – Pretty Little Liars - Misha Collins – Supernatural - Becky G – Empire - Tahj Mowry – Baby Daddy - Serayah McNeill – Empire - Hudson Yang – Fresh Off the Boat Choice TV Villain - Janel Parrish – Pretty Little Liars - Brett Dalton – Marvel’s Agents of S.H.I.E.L.D. - Greg Germann – Once Upon a Time – Es war einmal … (Once Upon a Time) - Lea Michele – Scream Queens - Cameron Monaghan – Gotham - Teddy Sears – The Flash |

### Movie
| Choice Movie: Drama - Himmelskind (Miracles from Heaven) - 10 Cloverfield Lane - Creed – Rocky’s Legacy (Creed) - Der Marsianer – Rettet Mark Watney (Martian) - Point Break - Straight Outta Compton Choice Movie Actor: Drama - Leonardo DiCaprio – The Revenant – Der Rückkehrer (The Revenant) - Matt Damon – Der Marsianer – Rettet Mark Watney (Martian) - Taron Egerton – Eddie the Eagle – Alles ist möglich (Eddie the Eagle) - O’Shea Jackson junior – Straight Outta Compton - Michael B. Jordan – Creed – Rocky’s Legacy (Creed) - Jacob Tremblay – Raum (Room) Choice Movie Actress: Drama - Jennifer Lawrence – Joy – Alles außer gewöhnlich (Joy) - Jessica Chastain – Der Marsianer – Rettet Mark Watney (Martian) - Jennifer Garner – Himmelskind (Miracles from Heaven) - Brie Larson – Raum (Room) - Tessa Thompson – Creed – Rocky’s Legacy (Creed) - Alicia Vikander – The Danish Girl Choice Movie: Action - Deadpool - Die Bestimmung – Allegiant (The Divergent Series: Allegiant) - Im Herzen der See (In the Heart of the Sea) - The Jungle Book - Maze Runner – Die Auserwählten im Labyrinth (The Maze Runner: The Scorch Trials) - James Bond 007: Spectre (Spectre) Choice Movie Actor: Action - Dylan O’Brien – Maze Runner – Die Auserwählten im Labyrinth (The Maze Runner: The Scorch Trials) - Chris Hemsworth – Im Herzen der See (In the Heart of the Sea) - Theo James – Die Bestimmung – Allegiant (The Divergent Series: Allegiant) - Ryan Reynolds – Deadpool - Neel Sethi – The Jungle Book Choice Movie Actress: Action - Shailene Woodley – Die Bestimmung – Allegiant (The Divergent Series: Allegiant) - Morena Baccarin – Deadpool - Charlotte Riley – Im Herzen der See (In the Heart of the Sea) - Kaya Scodelario – Maze Runner – Die Auserwählten im Labyrinth (The Maze Runner: The Scorch Trials) - Léa Seydoux – James Bond 007: Spectre (Spectre) Choice Movie: Sci-Fi/Fantasy - The First Avenger: Civil War (Captain America: Civil War) - Batman v Superman: Dawn of Justice - Fantastic Four - Die Tribute von Panem – Mockingjay Teil 2 (The Hunger Games: Mockingjay – Part 2) - The Huntsman & The Ice Queen (The Huntsman: Winter’s War) - Star Wars: Das Erwachen der Macht (Star Wars: The Force Awakens) Choice Movie Actor: Sci-Fi/Fantasy - Chris Evans – The First Avenger: Civil War (Captain America: Civil War) - Ben Affleck – Batman v Superman: Dawn of Justice - Henry Cavill – Batman v Superman: Dawn of Justice - Robert Downey Jr. – The First Avenger: Civil War (Captain America: Civil War) - Chris Hemsworth – The Huntsman & The Ice Queen (The Huntsman: Winter’s War) - Josh Hutcherson – Die Tribute von Panem – Mockingjay Teil 2 (The Hunger Games: Mockingjay – Part 2) Choice Movie Actress: Sci-Fi/Fantasy - Jennifer Lawrence – Die Tribute von Panem – Mockingjay Teil 2 (The Hunger Games: Mockingjay – Part 2) - Amy Adams – Batman v Superman: Dawn of Justice - Scarlett Johansson – The First Avenger: Civil War (Captain America: Civil War) - Chloë Grace Moretz – Die 5. Welle (The 5th Wave) - Daisy Ridley – Star Wars: Das Erwachen der Macht (Star Wars: The Force Awakens) - Charlize Theron – The Huntsman & The Ice Queen (The Huntsman: Winter’s War) Choice Movie: Comedy - Ride Along: Next Level Miami (Ride Along 2) - Barbershop: The Next Cut - Man lernt nie aus (The Intern) - Mother’s Day – Liebe ist kein Kinderspiel (Mother’s Day) - Mr. Right - Zoolander 2 Choice Movie Actor: Comedy - Zac Efron – Bad Neighbors 2 (Neighbors 2: Sorority Rising) - Will Ferrell – Daddy’s Home – Ein Vater zu viel (Daddy’s Home) - Kevin Hart – Ride Along: Next Level Miami (Ride Along 2) - Ice Cube – Barbershop: The Next Cut & Ride Along: Next Level Miami (Ride Along 2) - Keegan-Michael Key – Keanu - Jordan Peele – Keanu Choice Movie Actress: Comedy - Chloë Grace Moretz – Bad Neighbors 2 (Neighbors 2: Sorority Rising) - Jennifer Aniston – Mother’s Day – Liebe ist kein Kinderspiel (Mother’s Day) - Anne Hathaway – Man lernt nie aus (The Intern) - Anna Kendrick – Mr. Right - Melissa McCarthy – The Boss - Nicki Minaj – Barbershop: The Next Cut Choice Summer Movie - Findet Dorie (Finding Dory) - Central Intelligence - Ghostbusters - Independence Day: Wiederkehr (Independence Day: Resurgence) - Die Unfassbaren 2 (Now You See Me 2) - X-Men: Apocalypse | Choice Summer Movie Star: Male - Kevin Hart – Central Intelligence - Stephen Amell – Teenage Mutant Ninja Turtles: Out of the Shadows - Dave Franco – Die Unfassbaren 2 (Now You See Me 2) - Chris Hemsworth – Ghostbusters - Liam Hemsworth – Independence Day: Wiederkehr (Independence Day: Resurgence) - Dwayne Johnson – Central Intelligence Choice Summer Movie Star: Female - Ellen DeGeneres – Findet Dorie (Finding Dory) - Lizzy Caplan – Die Unfassbaren 2 (Now You See Me 2) - Megan Fox – Teenage Mutant Ninja Turtles: Out of the Shadows - Blake Lively – The Shallows – Gefahr aus der Tiefe (The Shallows) - Melissa McCarthy – Ghostbusters - Kristen Wiig – Ghostbusters Choice Movie: Breakout Star - Daisy Ridley – Star Wars: Das Erwachen der Macht (Star Wars: The Force Awakens) - John Boyega – Star Wars: Das Erwachen der Macht (Star Wars: The Force Awakens) - Gal Gadot – Batman v Superman: Dawn of Justice - Brianna Hildebrand – Deadpool - Neel Sethi – The Jungle Book - Alexandra Shipp – X-Men: Apocalypse Choice Movie: Chemistry - Thomas Brodie-Sangster & Dylan O’Brien – Maze Runner – Die Auserwählten im Labyrinth (The Maze Runner: The Scorch Trials) - Robert Downey Jr., Scarlett Johansson, Don Cheadle, Paul Bettany & Chadwick Boseman – The First Avenger: Civil War (Captain America: Civil War) - Chris Evans, Sebastian Stan, Anthony Mackie, Elizabeth Olsen & Jeremy Renner – The First Avenger: Civil War (Captain America: Civil War) - Jennifer Lawrence & Josh Hutcherson – Die Tribute von Panem – Mockingjay Teil 2 (The Hunger Games: Mockingjay – Part 2) - Daisy Ridley & John Boyega – Star Wars: Das Erwachen der Macht (Star Wars: The Force Awakens) - Shailene Woodley & Theo James – Die Bestimmung – Allegiant (The Divergent Series: Allegiant) Choice Movie: Liplock - Jennifer Lawrence & Josh Hutcherson – Die Tribute von Panem – Mockingjay Teil 2 (The Hunger Games: Mockingjay – Part 2) - Henry Cavill & Amy Adams – Batman v Superman: Dawn of Justice - Emilia Clarke & Sam Claflin – Ein ganzes halbes Jahr (Me Before You) - Chris Evans & Emily VanCamp – The First Avenger: Civil War (Captain America: Civil War) - Chris Hemsworth & Jessica Chastain – The Huntsman & The Ice Queen (The Huntsman: Winter’s War) - Shailene Woodley & Theo James – Die Bestimmung – Allegiant (The Divergent Series: Allegiant) Choice Movie: Hissy Fit - Ryan Reynolds – Deadpool - Adam Driver – Star Wars: Das Erwachen der Macht (Star Wars: The Force Awakens) - Zac Efron – Bad Neighbors 2 (Neighbors 2: Sorority Rising) - Kevin Hart – Ride Along: Next Level Miami (Ride Along 2) - Hugh Jackman – X-Men: Apocalypse - Jason Sudeikis – Angry Birds – Der Film (The Angry Birds Movie) Choice Movie Scene Stealer - Jena Malone – Die Tribute von Panem – Mockingjay Teil 2 (The Hunger Games: Mockingjay – Part 2) - Chadwick Boseman – The First Avenger: Civil War (Captain America: Civil War) - Gal Gadot – Batman v Superman: Dawn of Justice - Tom Holland – The First Avenger: Civil War (Captain America: Civil War) - Evan Peters – X-Men: Apocalypse - Miles Teller – Die Bestimmung – Allegiant (The Divergent Series: Allegiant) Choice Movie Villain - Adam Driver – Star Wars: Das Erwachen der Macht (Star Wars: The Force Awakens) - Daniel Brühl – The First Avenger: Civil War (Captain America: Civil War) - Jesse Eisenberg – Batman v Superman: Dawn of Justice - Aidan Gillen – Maze Runner – Die Auserwählten im Labyrinth (The Maze Runner: The Scorch Trials) - Ed Skrein – Deadpool - Charlize Theron – The Huntsman & The Ice Queen (The Huntsman: Winter’s War) Choice AnTEENcipated Movie - Suicide Squad - Phantastische Tierwesen und wo sie zu finden sind (Fantastic Beasts and Where to Find Them) - Jason Bourne - Rogue One: A Star Wars Story - Star Trek Beyond - Trolls Choice Movie Actor: AnTEENcipated - Dylan O’Brien – Deepwater Horizon - Matt Damon – Jason Bourne - Scott Eastwood – Suicide Squad - Chris Pine – Star Trek Beyond - Chris Pratt – Die glorreichen Sieben (The Magnificent Seven) - Will Smith – Suicide Squad Choice Movie Actress: AnTEENcipated - Cara Delevingne – Suicide Squad - Anna Kendrick – The Hollars - Margot Robbie – Suicide Squad - Britt Robertson – Den Sternen so nah (The Space Between Us) - Zoe Saldana – Star Trek Beyond - Alicia Vikander – Jason Bourne |

### Fashion
| Choice Male Hottie - Harry Styles - Justin Bieber - Cameron Dallas - Austin Mahone - Zayn - Jussie Smollett Choice Female Hottie - Kendall Jenner - Hailey Baldwin - Selena Gomez - Gigi Hadid - Demi Lovato - Bella Thorne | Choice Style: Male - Nick Jonas - Brooklyn Beckham - Bryshere Y. Gray - Colton Haynes - Zayn - Kanye West Choice Style: Female - Zendaya - Becky G - Kesha - Blake Lively - Willow Smith - Bella Thorne |

### Sport
| Choice Male Athlete - Stephen Curry (Basketball) - Kobe Bryant (Basketball) - John Cena (Wrestling) - Peyton Manning (American Football) - Roman Reigns (Wrestling) - Cristiano Ronaldo (Fußball) Choice Female Athlete - The Bella Twins (Wrestling) - Simone Biles (Turnen) - Alex Morgan (Fußball) - Danica Patrick (Autorennen) - Ronda Rousey (Mixed Martial Arts) - Serena Williams (Tennis) | Choice Sports Team - Olympiamannschaft der Vereinigten Staaten 2016 - Cleveland Cavaliers (Basketball) - Denver Broncos (American Football) - FC Barcelona (Fußball) - Golden State Warriors (Basketball) - San Jose Sharks (Eishockey) |

### Andere
| Choice Comedian - Ellen DeGeneres - Aziz Ansari - James Corden - Jordan Doww - Jimmy Fallon - Kevin Hart Choice Model - Kendall Jenner - Hailey Baldwin - Ashley Graham - Gigi Hadid - Winnie Harlow - Chanel Iman | Choice Dancer - Maddie Ziegler - Misty Copeland - Kalani Hilliker - Derek Hough - Julianne Hough - Chloe Lukasiak Choice Selfie Taker - Ariana Grande - Justin Bieber - Miley Cyrus - Kylie Jenner - Kim Kardashian - Lady Gaga |

Choice President
- Hillary Clinton
- Donald Trump